# Calliste à calotte noire
Stilpnia heinei
Espèce
Répartition géographique
Statut de conservation UICN

 LC  : Préoccupation mineure
Le Calliste à calotte noire (Stilpnia heinei) est une espèce d'oiseaux de la famille des Thraupidae. D'après Alan P. Peterson, c'est une espèce monotypique.

## Répartition

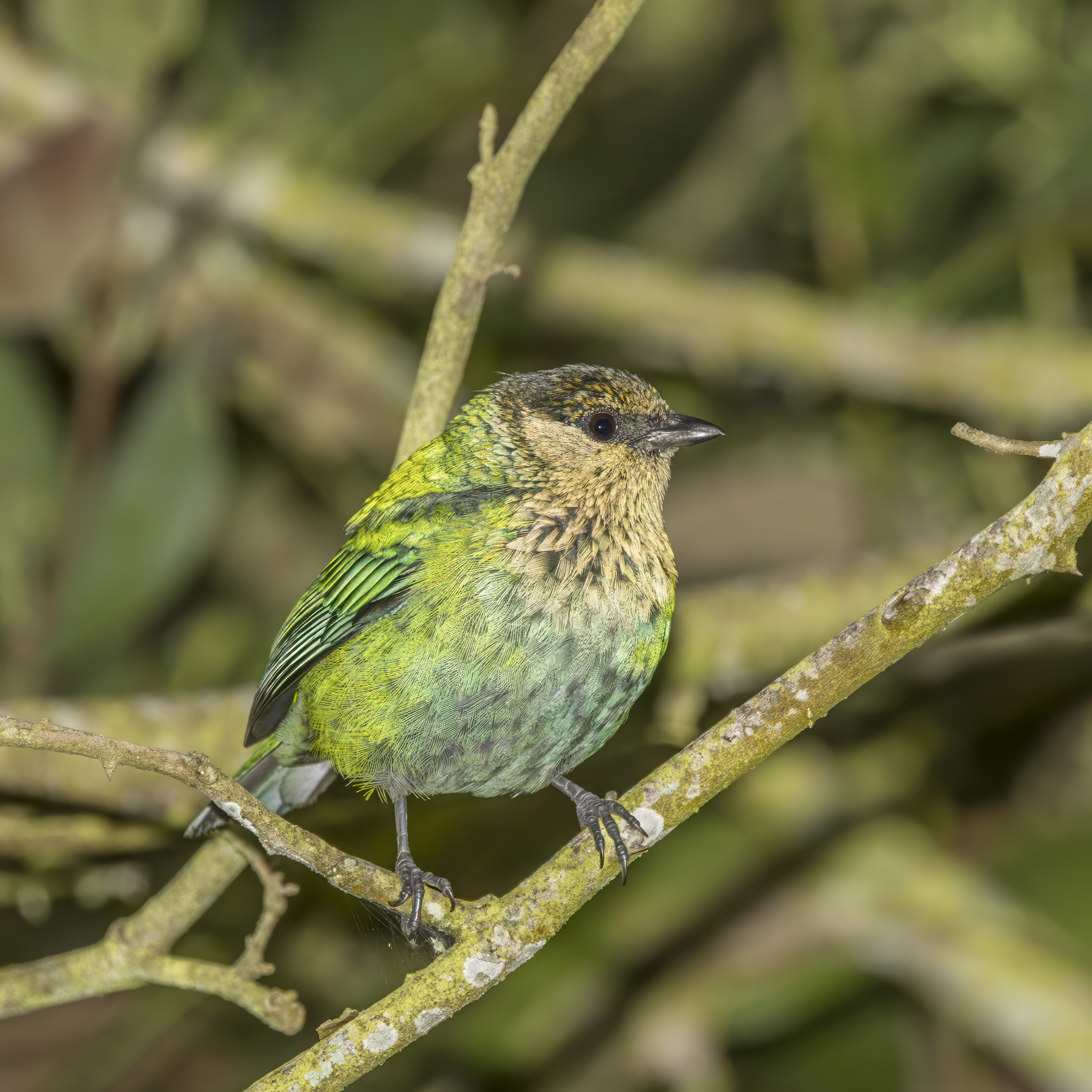
Une femelle.

Cet oiseau vit dans les montagnes de Colombie, de l'ouest du Venezuela et du nord-est de l'Équateur.